# Гладовец Покупски
Гладовец Покупски је насељено место у општини Покупско, у Туропољу, Хрватска. До нове територијалне организације у Хрватској место је припадало бившој великој општини Велика Горица.

## Становништво
| Националност       | 1991.        |
| Хрвати             | 182 (99,45%) |
| Срби               | 1 (0,54%)    |
| Југословени        | 0            |
| остали и непознато | 0            |
| Укупно             | 183          |